# Solva longicornis
Solva longicornis är en tvåvingeart som beskrevs av Günther Enderlein 1913. Solva longicornis ingår i släktet Solva och familjen lövträdsflugor. Inga underarter finns listade i Catalogue of Life.